# Stelis aegyptiaca
Stelis aegyptiaca är en biart som beskrevs av Radoszkowski 1876. Stelis aegyptiaca ingår i släktet pansarbin, och familjen buksamlarbin.

## Underarter
Arten delas in i följande underarter:
- S. a. aegyptiaca
- S. a. canaria